# Aren Maeir

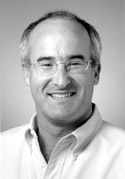
Aren Maeir.

Aren M. Maeir (* 18. März 1958 in Rochester, NY) ist ein israelischer Archäologe.

## Leben
Maeir wanderte 1969 mit seiner Familie nach Israel aus, wo er zwischen 1977 und 1982 in der Israelischen Armee diente. Er studierte dann an der Hebräischen Universität Jerusalem Archäologie und jüdische Geschichte. 
Er ist Experte für Bronze- und Eisenzeit im östlichen Mittelmeerraum und nahm dort an verschiedenen Ausgrabungen teil.
Sein hauptsächliches Interesse gilt dem Grabungsprojekt Tell es-Safi südöstlich von Ashdod. Dort leitet er die Ausgrabungen. Derzeit lehrt er an der Bar-Ilan-Universität.